# La Roca (Rajmáninov)

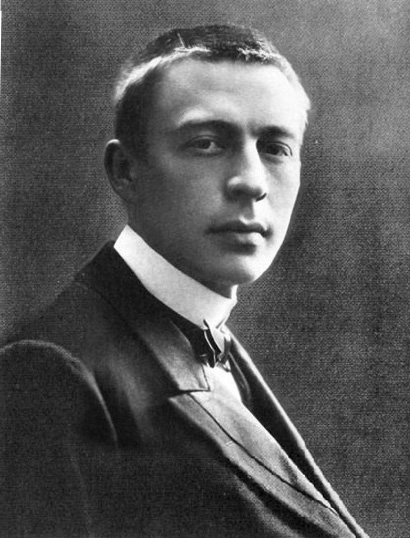
Serguéi Rajmáninov, a los 19 años.

La Roca, Op. 7 ((del ruso: Утёс), transliteración: Utiós), a veces conocido como The Crag, es una fantasía para orquesta escrita por Serguéi Rajmáninov durante el verano de 1893. Fue dedicada a Rimski-Kórsakov.
Como epígrafe para la composición, Rajmáninov eligió un pareado de un poema del poeta ruso Mijaíl Lérmontov:

La nube dorada durmió toda la noche

Sobre el seno de una roca gigante

Más tarde mencionó, sin embargo, que la mayor parte de su inspiración para La Roca proviene del relato En el camino de Antón Chéjov en la que una joven se encuentra a un viejo al tener que quedarse a pasar la noche en una posada. Como cuenta la narración, los dos viajeros comparten historias y la joven siente compasión por el viejo, pero al final ella debe proseguir su camino a la mañana siguiente.
Rajmáninov respetaba mucho al compositor ruso Chaikovski y en un encuentro en casa del antiguo profesor de Rajmáninov Serguéi Tanéyev, Chaikovski le prometió incluir La Roca en el programa de su próxima gira de conciertos. Sin embargo, la promesa nunca pudo llegar a cumplirse, dado que Chaikovski murió poco después, ese mismo año.